# Tatjana Kästel

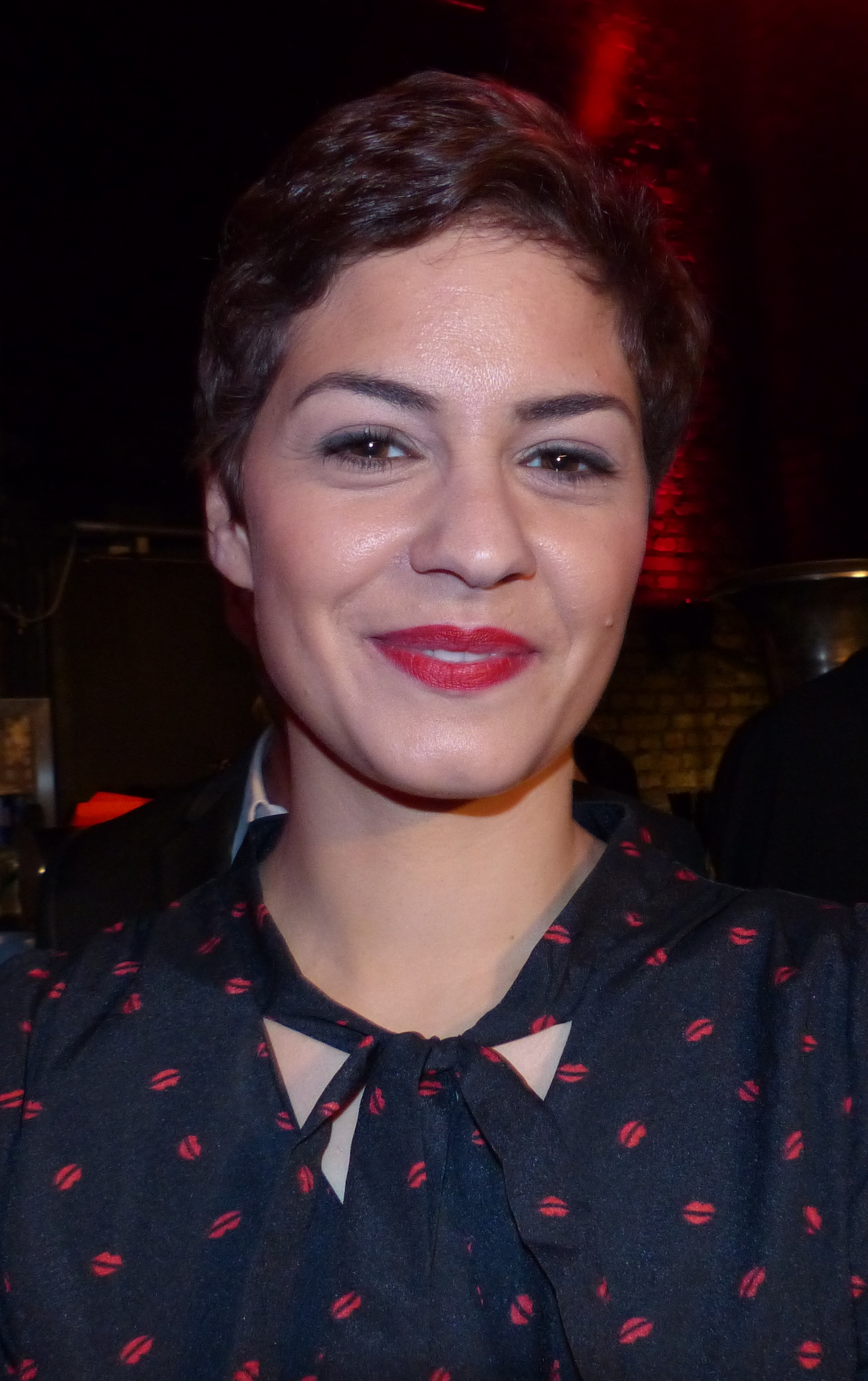
Tatjana Kästel auf der Jubiläumsfeier zu 18 Jahren Verbotene Liebe in Düsseldorf (2013)

Tatjana Kästel (* 20. März 1982 in Karlsruhe) ist eine deutsche Schauspielerin.

## Leben
Von 2000 bis 2004 studierte Tatjana Kästel an der Universität Mozarteum in Salzburg im Fach Schauspiel. 2004 wurde sie mit dem Sat.1-Talents-Award actorsclass als beste Schauspielerin ausgezeichnet.
Von 2004 bis 2010 hatte sie ein Engagement am Staatstheater Mainz. Von Februar 2012 bis zum Ende der Serie 2015 spielte sie in Verbotene Liebe eine Hauptrolle. Daneben wirkte sie in verschiedenen anderen Filmen und Serien mit. Ab 2016 übernimmt Tatjana Kästel in der Krimiserie SOKO Köln die Rolle der Kriminalkommissarin Lilly Funke.
Tatjana Kästel lebt in Köln. Seit 2014 ist sie mit dem Schauspieler Max Claus liiert.

## Filmografie (Auswahl)
- 2003: Medicopter 117 – Jedes Leben zählt
- 2004: Vier im Flur (Kurzfilm)
- 2004: Mit Herz und Handschellen
- 2004: SK Kölsch
- 2005: Loslassen (Kurzfilm)
- 2010: Ein Fall für zwei
- 2011: Idiotentest
- 2011: Wohnen auf Bewährung (Kurzfilm)
- 2011–2015: Verbotene Liebe
- 2012: Der letzte Bulle
- 2012: Idiotentest
- 2016: Heldt
- seit 2016: SOKO Köln
- 2017: Der Tod und das Mädchen – Van Leeuwens dritter Fall
- 2019: Bettys Diagnose

## Auszeichnungen
- 2004:  Sat.1-Talents-Award actorsclass, beste Schauspielerin